# Classic Albums: Motörhead - Ace of Spades
Classic Albums: Motörhead - Ace of Spades è un DVD documentario della band heavy metal britannica Motörhead, riguardante la stesura dell'album omonimo, Ace of Spades, pubblicato nel 1980. Il video è stato pubblicato il 28 marzo 2005.

## Contenuti
Il DVD contiene la storia della produzione del famosissimo album dei Motörhead attraverso esclusive interviste, foto e performance d'archivio.
In più, contributi del bassista, cantante e leader di sempre Lemmy Kilmister e dei membri della band di allora, ossia il chitarrista "Fast" Eddie Clarke e il batterista Philty Animal Taylor.

## Capitoli
1. Born To Lose!
2. Ace of Spades
3. Hawkwind - Silver Machine 1972 / Motörhead 1975
4. Motörhead Are Formed
5. Louie Louie 1978
6. The Chase Is Better Than The Catch
7. Ace Of Spades - Cover Art
8. The Hammer
9. Highs And Lows Of Being On The Road
10. Jailbait
11. (We Are) The Road Crew
12. Love Me Like A Reptile
13. Ace Of Spades - Tributes
14. (We Are) The Road Crew (Bonus)
15. The Chase Is Better Than The Catch (Bonus)
16. Lemmy
17. Sex, Drugs & Rock 'N' Roll
18. Song Writing
19. Lemmy Leaves Hawkwind - Full Story
20. A Piece Of Lemmy's Mind At The Rainbow
21. Phil Plays Drums - Ace Of Spades & Jailbait
22. Eddie Plays Guitar - Ace Of Spades, Jailbait & The Hammer

## Formazione
- Lemmy Kilmister - basso, voce
- "Fast" Eddie Clarke - chitarra
- Phil "Philty Animal" Taylor: batteria